# Пекинпа, Сэм
Дэ́вид Сэ́мюэл (Сэм) Пе́кинпа (англ. David Samuel "Sam" Peckinpah; 21 февраля 1925, Фресно, Калифорния — 28 декабря 1984, Инглвуд, Калифорния) — американский кинорежиссёр и сценарист. Один из наиболее значимых новаторов кинематографа XX века, известный своим переосмыслением жанра вестерн.

## Биография
Сэм Пекинпа родился в семье Дэвида Эдварда и Ферн Луизы Пекинпа. Его прадед Райс Пекинпа, торговец и фермер, переехал в Калифорнию из Индианы в 1850-е годы. Его дед по материнской линии Дэвид Чёрч был землевладельцем, членом Верховного суда и Конгресса.
Пекинпа окончил школу во Фресно. Он и его брат часто пропускали занятия, проводя время на ранчо Дэвида Чёрча. В 1943 году он поступил на службу в Корпус морской пехоты, хотя непосредственно в боевых действиях не участвовал. После Второй мировой войны его подразделение было отправлено в Китай, где занималось разоружением японских солдат.
После войны Пекинпа поступил в Университет штата Калифорния во Фресно, где изучал историю. Во время обучения он познакомился со своей будущей женой Мэри Селланд, благодаря которой заинтересовался театром. После окончания колледжа изучал драматическое искусство в Университете Южной Калифорнии, затем два сезона работал театральным режиссёром в Лос-Анджелесе. После театра пришёл на телевидение, где вначале был монтировщиком декораций.
В 1954—1956 годах Пекинпа работал помощником режиссёра в нескольких фильмах, а в 1956 году появился в эпизодической роли в научно-фантастическом фильме Дона Сигела «Вторжение похитителей тел». Благодаря рекомендации Сигела в конце 1950-х Пекинпа стал работать в вестернах-телесериалах — сначала писал сценарии, затем начал снимать отдельные серии. С Мэри Селланд, матерью троих его детей, он расстался в 1960 году.
Режиссёрский дебют Пекинпы в полнометражном кино состоялся в 1961 году, когда вышел вестерн «Смертельные попутчики». Лента была сдержанно принята как зрителями, так и критикой. Второй вестерн «Скачи по горам» (1962) с Рэндольфом Скоттом и Джоэлом Маккри был более успешен. Он завоевал первый приз на Бельгийском кинофестивале, обойдя «Восемь с половиной» Федерико Феллини. Европейские критики отмечали новаторский подход и стремление режиссёра переосмыслить жанр, а журнал Newsweek признал картину лучшим фильмом года.
В 1965 году Пекинпа женился второй раз — на мексиканской актрисе Бегоне Паласиос, с которой познакомился на съёмках. После женитьбы он много времени проводил в Мексике, четыре его фильма полностью сняты в этой стране.
Вестерн «Майор Данди» (1965) снимался в обстановке конфликтов режиссёра с продюсерами и актёрами, в том числе с исполнителем главной роли Чарлтоном Хестоном. Во время съёмок режиссёр много пил, грубо обращался со съёмочной группой. При монтаже из фильма был исключён ряд сцен, признанных слишком жестокими. Пекинпа должен был снимать фильм «Цинциннати Кид» со Стивом Маккуином, но из-за творческих разногласий продюсер сменил его на Нормана Джуисона. Пекинпа на некоторое время был отстранён от большого кино и вернулся на телевидение.
В 1967 году продюсеры из «Warner Brothers» предложили Пекинпе снять вестерн по сценарию Роя Сикнера и Уэлона Грина. Пекинпа переписал сценарий, усложнив характеры и сделав историю более жестокой и безысходной. «Дикая банда» (1969), действие которой происходит в 1913 году на границе Мексики и США, рассказывает о группе преступников, пытающихся выжить в условиях изменяющегося мира. В одной из сцен бандиты видят автомобиль и понимают, что он приходит на смену лошади. В 2002 году Роджер Эберт написал: «Пекинпа, возможно, отождествлял себя с дикой бандой. Как они, он был старомодным, жестоким, сильно пьющим изгоем со своим кодексом чести и с трудом вписывался в новый мир автомобилей и голливудских студий» (Peckinpah possibly identified with the wild bunch. Like them, he was an obsolete, violent, hard-drinking misfit with his own code, and did not fit easily into the new world of automobiles, and Hollywood studios). В год выхода фильм получил полярные отзывы — от негативных, в которых режиссёра обвиняли в эстетизации насилия, до крайне восторженных, в которых признавалась революционность картины, как по форме, так и по содержанию. Стэнли Кауфман так писал о «Дикой банде»: «Это вестерн, который расширил границы жанра эстетически, тематически, демонически». За этот фильм режиссёр получил прозвище «Кровавый Сэм».
После «Дикой банды» Пекинпа снял комедийный вестерн «Баллада о Кэйбле Хоге» (1970), в котором не было сцен жестокости, но который также относился к числу его вестернов, демонстрирующих смерть Дикого Запада.
В 1971 году вышел фильм «Соломенные псы», который Пекинпа снимал в Англии. В отличие от предыдущих работ режиссёра, действие «Соломенных псов» происходило в современной Англии. Дастин Хоффман сыграл математика, который вступает в жестокий конфликт с жителями английской деревушки. Фильм был долгое время запрещён к прокату в Великобритании.
Режиссёр вернулся в США, и в 1972 году вышло сразу два его новых фильма, в которых снялся Стив Маккуин: драма «Молодой Боннер» о стареющем ковбое родео и криминальный триллер «Побег» о грабителе, которого преследуют гангстеры. «Побег» был успешен в прокате и при бюджете в 3 миллиона долларов только в США собрал около 27 миллионов. Во время съёмок «Побега» Пекинпа женился на Джои Гулд, с которой познакомился в Англии. Пекинпа продолжал сильно пить, и через несколько месяцев Гулд уехала в Англию и подала на развод. Режиссёр снова сошёлся с Бегоной Паласиос и не расставался с ней до самой своей смерти.
В фильме «Пэт Гэрретт и Билли Кид» (1973) Пекинпа снова вернулся к жанру вестерн. Сюжет был основан на реальных событиях — убийстве шерифом Пэтом Гэрреттом бандита Билли Кида, который позднее стал одной из легенд Дикого Запада. Пекинпа переписал сценарий, сделав основных персонажей (их сыграли Джеймс Коберн и Крис Кристофферсон) старыми друзьями. Композитором выступил Боб Дилан, также сыгравший одну из ролей. Фильм был сильно сокращён студией и получил смешанные отзывы. Только в 1988 году вышел расширенный вариант, который почти сразу был отнесён к числу лучших вестернов.
Фильм «Принесите мне голову Альфредо Гарсиа» (1974) с Уорреном Оутсом в главной роли был разгромлен критикой. Только Роджер Эберт увидел в нём «несколько причудливый шедевр» (some kind of bizarre masterpiece). Сам режиссёр говорил: «Я снял „Альфредо Гарсиа“, и снял именно так, как хотел. Хорош он или плох, нравится или нет — это был мой фильм» (I did 'Alfredo Garcia' and I did it exactly the way I wanted to. Good or bad, like it or not, that was my film).
После коммерчески неудачных проектов Пекинпа нуждался в новом хите, подобном «Побегу». Таковым стал шпионский триллер «Элита убийц», вышедший в 1975 году. Во время съёмок режиссёр начал употреблять кокаин, конфликтовал с продюсерами — ему впервые не позволили переписать сценарий.
В конце 1970-х Пекинпе предлагали участвовать в таких проектах, как «Кинг-Конг» и «Супермен», но он отказался, вместо этого сняв драму о Второй мировой войне «Железный крест» (1977), которую Орсон Уэллс назвал лучшим антивоенным фильмом.
Надеясь создать новый блокбастер, Пекинпа снимает фильм «Конвой» (1978) с Крисом Кристофферсоном, который играет лидера дальнобойщиков, противостоящих полиции и властям. У Пекинпы были проблемы со здоровьем, и в качестве второго режиссёра был приглашён Джеймс Коберн. Фильм оказался самым коммерчески успешным в карьере Пекинпы и собрал 46,5 миллионов долларов. Однако репутация режиссёра была испорчена, и, закончив фильм, он оказался безработным. На три года он был изгнан из профессии, только в 1981 году старый наставник Пекинпы Дон Сигел предложил ему снять некоторые сцены в своей комедии «Сглазили!».
К 1982 году здоровье Пекинпы серьёзно пошатнулось. Последним его фильмом стал шпионский триллер «Уикенд Остермана» по роману Роберта Ладлэма. Кроме того, он был приглашён, чтобы снять два видеоклипа на песни Джулиана Леннона.
Пекинпа собирался снимать фильм по оригинальному сценарию Стивена Кинга, но работа была прервана смертью режиссёра 28 декабря 1984 года.

## Влияние
Критики находят влияние Сэма Пекинпы у таких режиссёров, как Кэтрин Бигелоу, Уолтер Хилл, Майкл Манн, Мартин Скорсезе, Квентин Тарантино, Джон Ву.
О жизни и творчестве Пекинпы снято несколько документальных фильмов, среди которых: «Сэм Пекинпа: Человек из стали» (1993), «Дикий Запад Сэма Пекинпы: Наследие голливудского бунтаря» (2004), «Простая история приключений: Сэм Пекинпа, Мексика и „Дикая банда“» (2005), «Страсть и поэзия: Баллада о Сэме Пекинпе» (2005).

## Пародии
В 1972 году в программе «Летающий цирк Монти Пайтона» была показана своеобразная пародия на фильмы Сэма Пекинпы — что было бы, если бы Пекинпа снял фильм по мюзиклу Джулиана Слейда и Дороти Рейнольдс «Незрелая юность» (Salad Days, 1954) . По некоторым сведениям, самому Пекинпе скетч понравился, и он любил показывать его друзьям и семье.

## Фильмография
Режиссёр
- 1955 — Gunsmoke
- 1957 — Trackdown
- 1958 — Broken Arrow
- 1958—1959 — The Rifleman
- 1959—1960 — Zane Grey Theater
- 1960 — Klondike
- 1960 — Человек с Запада
- 1961 — Смертельные попутчики / The Deadly Companions
- 1961 — Route 66
- 1962 — Скачи по горам / Ride the High Country
- 1962—1963 — Шоу Дика Пауэлла / Dick Powell Show
- 1965 — Майор Данди / Major Dundee
- 1965 — Славные парни / The Glory Guys (в титрах не указан)
- 1966 — Полуденное вино / Noon Wine
- 1969 — Дикая банда / The Wild Bunch
- 1970 — Баллада о Кэйбле Хоге / The Ballad of Cable Hogue
- 1971 — Соломенные псы / Straw Dogs
- 1972 — Молодой Боннер / Junior Bonner
- 1972 — Побег / The Getaway
- 1973 — Пэт Гэрретт и Билли Кид / Pat Garrett & Billy The Kid
- 1974 — Принесите мне голову Альфредо Гарсиа / Bring Me the Head of Alfredo Garcia
- 1975 — Элита убийц / The Killer Elite
- 1977 — Железный крест / Cross of Iron
- 1978 — Конвой / Convoy
- 1982 — Сглазили / Jinxed! (в титрах не указан)
- 1983 — Уикенд Остермана / The Osterman Weekend

Сценарист
- 1955—1958 — Gunsmoke
- 1957 — Mr. Adams and Eve
- 1957 — The 20th Century-Fox Hour
- 1957 — Trackdown
- 1958 — Have Gun — Will Travel
- 1958 — Tombstone Territory
- 1957—1958 — Broken Arrow
- 1958—1959 — The Rifleman
- 1958—1959 — Zane Grey Theater
- 1960 — Pony Express
- 1960 — Klondike
- 1960 — The Westerner
- 1961 — Route 66
- 1962 — Скачи по горам / Ride the High Country
- 1962—1963 — Шоу Дика Пауэлла / Dick Powell Show
- 1965 — Майор Данди / Major Dundee
- 1965 — Славные парни / The Glory Guys
- 1966 — Контрабандное вино / Noon Wine
- 1968 — Вилья в седле / Villa Rides
- 1969 — Дикая банда / The Wild Bunch
- 1971 — Соломенные псы / Straw Dogs
- 1974 — Принесите мне голову Альфредо Гарсиа / Bring Me the Head of Alfredo Garcia